# Systomus orphoides
Systomus orphoides — можлива назва українською Червонощокий барбус — субтропічна прісноводна риба роду Systomus родини коропових. Вперше описана у 1842 році.
Зустрічається на території північного сходу Індії, М'янми, Таїланду, Лаосу, Камбоджі, В'єтнаму, Малайзії, а також на островах Ява, Суматра та Борнео. Мешкає у великих річках та їх притоках і заплавах.
Довжина риби досягає 25 см.
Утримується як акваріумна риба, зазвичай у великих виставкових акваріумах.
Для місцевого промислового рибальства риба має другорядне значення.